# Quatuors à cordes de Martinů
 (novembre 2024).
Si vous disposez d'ouvrages ou d'articles de référence ou si vous connaissez des sites web de qualité traitant du thème abordé ici, merci de compléter l'article en donnant les références utiles à sa vérifiabilité et en les liant à la section « Notes et références ».
Pour les articles homonymes, voir Quatuor à cordes (homonymie).
Bohuslav Martinů a composé sept quatuors à cordes entre 1918 et 1947. Il existe par ailleurs plusieurs autres pièces pour quatuor à cordes ayant été perdues et quelques pièces de jeunesse, plus mineures.

## Quatuorno1
Il a été composé au printemps 1918 en Bohême. C'est le numéro 117 du catalogue de Harry Halbreich. La partition est encore imprégné de romantisme et a été sous titré "français" par le compositeur en référence à ses sources d'inspiration.
La première eut lieu en 1927 à Prague.
Ce quatuor est composé de quatre mouvements et son exécution dure environ un peu plus d'une demi-heure:
- Moderato – allegro ma non troppo
- Andante moderato
- Allegro non troppo
- Allegro con brio

## Quatuorno2
Il a été composé à l'automne 1925 à Paris. C'est le numéro 150 du catalogue de Harry Halbreich.
La première eut lieu en 1925 à Berlin.
Ce quatuor est composé de trois mouvements et son exécution dure environ vint minutes. Le dernier mouvement est particulièrement virtuose pour le violon et comporte une cadence, reflétant les capacités techniques du compositeur.
- Moderato – allegro vivace
- Andante
- Allegro

## Quatuorno3
Il a été composé en 1929 à Paris. C'est le numéro 183 du catalogue de Harry Halbreich.
Ce quatuor est composé de trois mouvements et son exécution dure environ un quart d'heure:
- Allegro
- Andante
- Vivo

## Quatuorno4
Il a été composé en 1937 et sous titré "Concerto da camera". C'est le numéro 256 du catalogue de Harry Halbreich. Sa partition fut un temps partiellement perdue, notamment lors de l'exil du musicien vers les États-Unis.
La première de l'intégralité de l'œuvre a été donné par le quatuor Novak au Festival de Donaueschingen en 1960.
Ce quatuor est composé de quatre mouvements et son exécution dure environ vingt minutes:
- Allegro poco moderato
- Allegro scherzando
- Adagio
- Allegro

## Quatuorno5
Il a été composé en 1938 et a également été partiellement perdu. C'est le numéro 268 du catalogue de Harry Halbreich.
La première de l'intégralité de l'œuvre a été donné par le quatuor Novak en 1968. C'est l'une des pièces majeures de musique de chambre du musicien.
Ce quatuor est composé de quatre mouvements et son exécution dure environ un peu moins d'une demi-heure :
- Allegro ma non troppo
- Adagio
- Allegro vivo
- Lento, allegro

## Quatuorno6
Il a été composé en 1946 aux États-Unis lors d'une convalescence après un accident. C'est le numéro 312 du catalogue de Harry Halbreich.
La première eut lieu en 1947
Ce quatuor est composé de trois mouvements et son exécution dure environ vingt minutes:
- Allegro moderato
- Andante
- Allegro

## Quatuorno7
Il a été composé en 1947 aux États-Unis. Il est sous titré, comme le quatrième, "concerto da camera". C'est le numéro 314 du catalogue de Harry Halbreich.
Ce quatuor est composé de trois mouvements et son exécution dure environ vingt minutes:
- Poco allegro
- Andante
- Allegro vivo